# Amerikansk ponny
Den amerikanska ponnyn är en hästras av ponnytyp som utvecklades i USA. Rasen avlades fram för att få en perfekt ridponny för barn. Ponnyn skulle även skulle passa för alla olika stilar inom ridsporten. Alla ponnyer inspekteras för att de ska uppfylla rasstandarden och på mindre än 15 år har antalet registrerade ponnyer uppnått siffran 12 500. Den amerikanska ponnyn har många likheter med rasen Colorado ranger horse, bland annat den tigrerade, prickiga färgen som är den enda tillåtna färgen på rasen. I USA kallas ponnyn Pony of the Americas eller POA.

## Historia
I likhet med hästrasen Colorado ranger så har den amerikanska ponnyn bara en upphovsman. Han hette Leslie Boomhower och kom från Iowa där han födde upp Shetlandsponnyer. Han ville skapa den perfekta ridponnyn för barn i alla storlekar. Ponnyn skulle även passa för såväl engelsk, klassisk ridning som för westernridning. Detta var efter den ökade efterfrågan på atletiska ridponnyer för barn, då det under 1920-talet blev tillåtet att tävla på internationell nivå med ponny. Dessutom ville Boomhower ta fram en ras som var typiskt amerikansk utan likheter med de brittiska importerna. Av en ren slump blev han erbjuden ett ofött föl. Mamman var en korsning mellan en arab och appaloosa och pappan var en shetlandsponny. Boomhover ville vänta med att köpa fölet tills det var fött för att inte riskera att köpa en häst med några fel. 
1954 föddes fölet som skulle kallas Black Hand. Det var en liten tigrerad hingst som Boomhover behöll. Två år senare 1956 grundade Boomhover Pony of Americas Club med hingstfölet som kom att bli stamfar för hela rasen. Black Hand parades senare med ston av flera olika ponnyraser t.ex. shetlandsponny och welshponny, men även större hästar som quarterhäst, engelska- och arabiska fullblod och även vilda mustanger är inblandade i rasen. Det bästa resultatet fick Boomhover emellertid när han tog de färdiga korsningarna och färdigställde deras standard med sluten avel med enbart appaloosahästar och sina egna shetlandsponnyer. 
Idag finns över 50 000 amerikanska ponnyer registrerade i POA (Pony of the Americas) enbart i USA och uppfödarna försöker avla bort mycket av det shetlandsponnyblod i hästarna för att få fram större avkommor som mäter ända upp till 148 cm i mankhöjd.

## Egenskaper
Rasstandarden kräver att ponnyn ska se ut som en miniatyrkorsning av arab och quarterhäst, med Appaloosans färgteckning. Dagens ponnyer varierar mycket i mankhöjd för att passa de flesta ryttare och de har marmorering på mulen som är ett arv från appaloosan. Halsen och nacken är ganska kraftiga. 
Den amerikanska ponnyn har många likheter med Colorado ranger, exempelvis den prickiga färgen som kallas tigrerad, och även det fina ädla huvudet med tydliga drag från det arabblod de innehåller, men Colorado Ranger finns inte med bland de inkorsade raserna. 
Innan ponnyerna får registreras måste de inspekteras så att de uppfyller alla krav till fullo. Detta har lett till att kvaliteten på rasen är väldigt hög. Tyngdpunkten ska ligga på massa och elegans. Under 15 år har antalet registrerade amerikanska ponnyer uppnått över 12 500. De används mycket på ridskolor i USA och har visat sig vara perfekta som handikapphästar.